# Compsobata jamesi
Compsobata jamesi är en tvåvingeart som beskrevs av Merritt 1971. Compsobata jamesi ingår i släktet Compsobata och familjen skridflugor.
Artens utbredningsområde är Washington. Inga underarter finns listade i Catalogue of Life.